# Choroba Rosai-Dorfmana

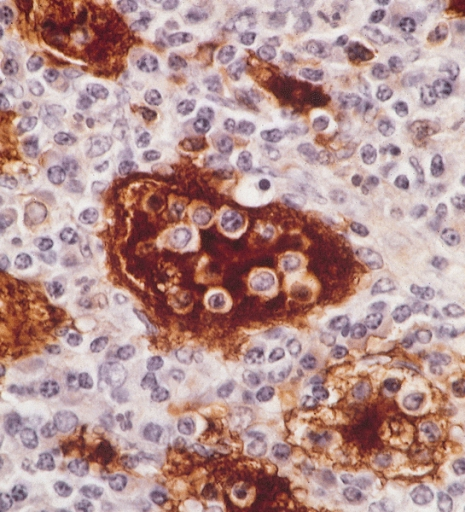
Pozawęzłowe histiocyty wybarwione immunohistochemicznie na obecność białka S-100

Zespół Rosai-Dorfmana (ang. Rosai-Dorfman disease, sinus histiocytosis with massive lymphadenopathy) – rzadka, łagodna choroba układu krwiotwórczego, charakteryzująca się nadprodukcją histiocytów, które gromadzą się w węzłach chłonnych całego ciała. Szyja jest najczęstsza lokalizacją limfadenopatii, ale obserwuje się też skupienia histiocytów w innych węzłach i poza nimi, w skórze, górnych drogach oddechowych i kościach. Jednostkę chorobową opisali jako pierwsi Ronald F. Dorfman i Juan Rosai.